# Fase (elettrotecnica)

Schema di un sistema trifase in cui si notano le tre fasi e il neutro.

Il conduttore di fase, comunemente abbreviato in fase, è un conduttore elettrico che durante il normale funzionamento è attraversato da una corrente alternata convenzionalmente diretta dal generatore verso il carico. Le fasi sono tra gli elementi costituitivi dei sistemi in corrente alternata, che si suddividono in sistemi monofase, bifase, trifase e polifase. Questi sistemi presentano anche il neutro, un conduttore che riceve la corrente in uscita dalle fasi permettendo così di chiudere il circuito.